# 林政治
林 政治（はやし まさはる、1929年7月1日 - 2007年3月18日）は、日本の彫刻家、日展審査員。広島県出身。
1929年、広島県安芸郡坂町に生まれる。1982年（昭和57年）、第14回日展にて特選（彫刻）受賞する。その後日展審査員を務め、2006年（平成18年）には文部科学大臣地域文化功労者表彰を受賞している。
2007年3月18日、胆管がんのため77歳で死去。